# Kaple svaté Rodiny (Petříkovice)
Kaple svaté Rodiny je velká římskokatolická kaple v Petříkovicích, části obce Chvaleč. Patří do farnosti Trutnov III - Poříčí, kde plní funkci filiálního kostela.

## Historie a architektura
Kaple z roku 1847 je vystavěna v klasicistním slohu.

## Bohoslužby
Pravidelné bohoslužby se v kapli nekonají.

## Varhany
Stroj i skříň z roku 1911 jsou od Heinricha Schiffnera, varhanáře ve Cvikově a v Praze.